# 费里特·梅伦
费里特·萨迪·梅伦（土耳其語：Ferit Sadi Melen，1906年—1988年9月3日）， 土耳其公务员、政治家，1972年—1973年担任土耳其总理。

## 生平
梅伦1906年出生于凡城，在布尔萨高中毕业后，进入安卡拉大学金融学院，1931年获得政治学学位。随后进入政府部门工作，后被派往法国巴黎财政部实习。一年后回国担任财政部监察员。1943年，他被提升为部门主任。
1950年大选作为共和人民党成员当选为议会凡城省议员，进入政坛。1954年他没有参加议会选举，回到政府部门担任会计师，直到1959年退休。1957年，他再次当选的议会凡城省议员。1962年6月25日出任第二届伊斯梅特·伊纳尼政府的财政部长，1967年5月12日他退出共和人民党，与47名同事共同创建信任党（Güven Partisi，GP），1973年2月28日与共和党（Cumhuriyetçi Parti，CP）合并后改称共和信任党（Cumhuriyetçi Güven Partisi，CGP），他担任领导人之一。1971年3月26日到1972年5月22日在尼哈特·埃里姆政府担任国防部长，埃里姆辞职后，梅伦接任超党派联合政府总理。
1973年土耳其总统大选后，参议员退休海军上将法赫里·科鲁蒂尔克当选为总统，4月15日新总统上任后，梅伦政府辞职。由工商业集团的代表人物纳伊姆·塔留受命组建新政府。
1975年3月31日至1977年6月21日，梅伦在苏莱曼·德米雷尔内阁再次担任国防部长。
从1964年6月7日到1979年10月14日，梅伦是参议院代表凡城省的参议员。1980年7月12日，他再次被任命为参议员，1980年9月12日发生军事政变去职。1983年的选举中当选为土耳其大国民议会议员。1988年在安卡拉去世。
他的儿子米塔特·梅伦（Mithat Melen）也是高级政府公务员和学者，2002年加入民族主义运动党。
凡城的费里特·梅伦机场以他的名字命名。